# Rialto Towers
Die Rialto Towers – auch Rialto Center oder The Rialto genannt – sind ein in Melbourne, Australien, befindlicher Wolkenkratzer. Das 63 Etagen und 251 m hohe Gebäude wurde von Gerard de Preu and Partners entworfen und in den Jahren 1982 bis 1986 erbaut. Nach ihrer Einweihung waren die Rialto Towers kurzfristig das höchste Gebäude außerhalb Nordamerikas, sie mussten den Titel jedoch schon nach einem Monat an das OUB Centre in Singapur abgeben. Es war das einzige Mal, dass das höchste Gebäude außerhalb Nordamerikas in Australien stand, denn dieser Titel wurde gewöhnlich von europäischen oder asiatischen Hochhäusern gehalten.

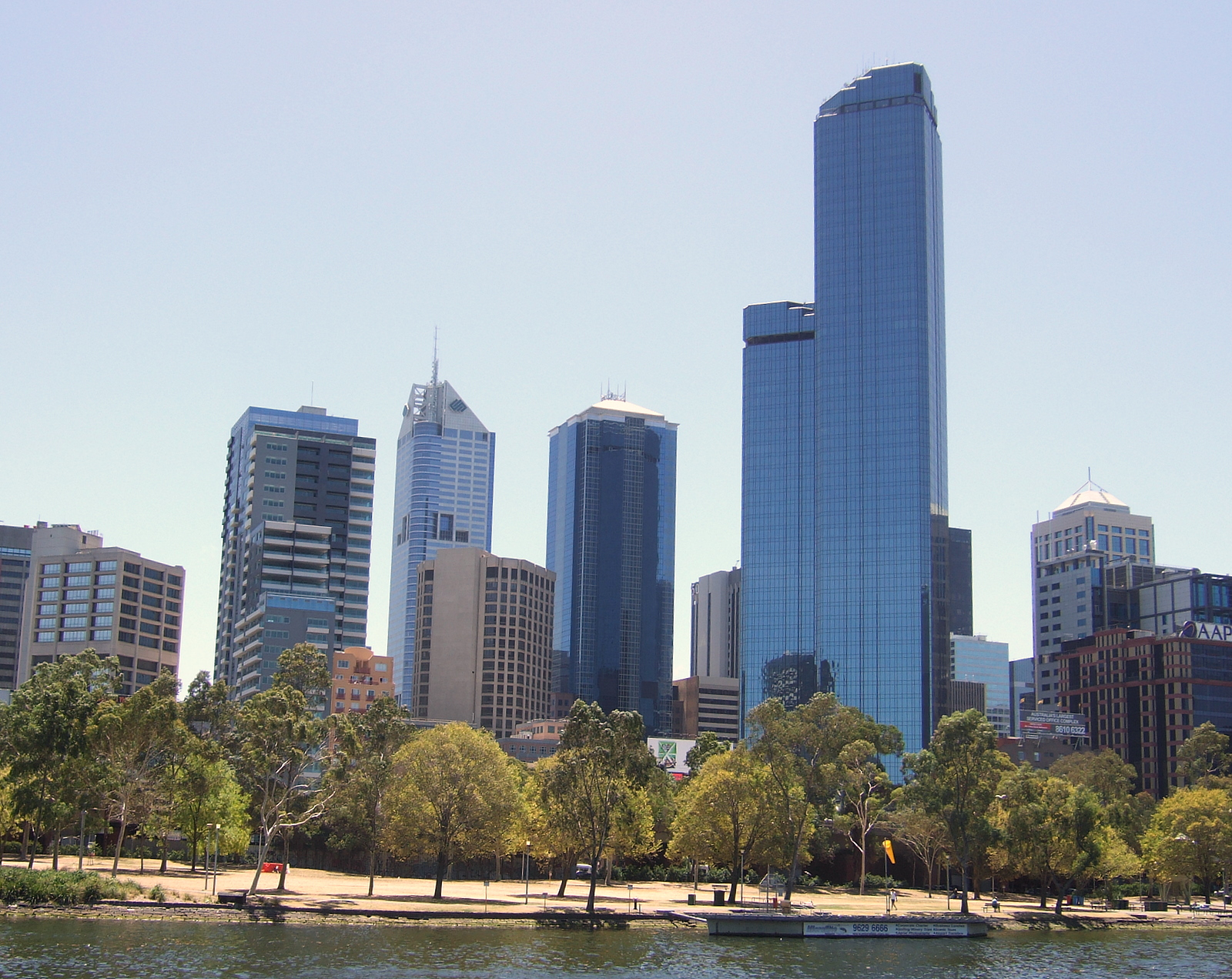
Die Rialto Towers

Die Rialto Towers bestehen aus zwei Wolkenkratzern: einem kleineren Nordturm, der 185 m hoch ist, und dem größeren Südturm. Die offizielle Höhe von 251 Metern erreicht das Gebäude mit einem kleinen Aufzugs-Triebwerksraum, der das Hauptdach des Südturmes um 4 m überragt. Noch höher, nämlich 270 m, ragt die später aufgesetzte Antenne auf, die aber nicht zur Architektur des Gebäudes zählt.
Die Aussichtsetage im obersten Stockwerk blieb fast 8 Jahre lang ungenutzt, ehe sie am 19. Juli 1994 der Öffentlichkeit zugänglich gemacht wurde. Die Rialto Towers sind der fünfthöchste Wolkenkratzer in Melbourne und der sechsthöchste in Australien. In unmittelbarer Nähe, auf der anderen Seite des Yarra Rivers, im Stadtteil Southbank befindet sich der Eureka Tower, der das zweithöchste Wohngebäude Australiens darstellt.